# Gízai nagy piramis
A gízai nagy piramis (más néven Hufu-piramis vagy Kheopsz-piramis, ókori nevén Ahet-Hufu, azaz Hufu horizontja vagy fényhegye) az egyiptomi óbirodalmi Hufu (Ḫwf.w, görögösen Kheopsz vagy Szúfisz, Χεοψ, Σουφις) fáraó által építtetett piramis. A legrégebbi, a legnagyobb és egyben az egyedüli fennmaradt csoda az ókori világ hét csodája közül. Az emberiség történetének egyik csúcsteljesítménye, a kínai nagy fal, a Hafré-piramis és a karnaki templom mellett a legnagyobb ókori építmény, a világ legnagyobb piramisa, amely 147 méteres magasságával négyezer évig a világ legmagasabb épülete is volt egyben.
Az épületet Hemiunu herceg tervezte, építői a hérodotoszi eredetű vélekedéssel ellentétben nem rabszolgák voltak (Egyiptomban a görög-római korig nem létezett rabszolgaság), hanem közrendű szabadok, szakemberek, akik jó fizetségért dolgoztak a fáraónak vagy adójuk egy részét rótták le így az uralkodó felé. Az építkezés Hufu uralkodása kezdetén, i. e. 2590 és 2540 között kezdődött, regnálásának időtartama pedig 23 év körül lehetett (Manethón és a torinói királylista adatai ellentmondóak, Hérodotosz szerint 50 évig uralkodott). Piramisa ebből kiindulva valamikor i. e. 2580–2530 között épült, a munkálatok pontos időtartama nem ismert. A nagy piramis az egyiptológia egyhangú álláspontja alapján az uralkodó temetkezési helyéül épült. A kiterjedt sírmezők és csatlakozó kultikus építmények a piramiskörzetet halotti várossá teszik.
A mai egyiptomi főváros, Kairó közvetlen közelében, a ma már Kairó elővárosának számító Gíza városa mellett áll, és a Föld egyik legismertebb turistalátványossága. A gízai piramismezőt alkotó három királypiramis egyike, a memphiszi nekropolisz részeként az UNESCO világörökség része.

## Az építtető személye

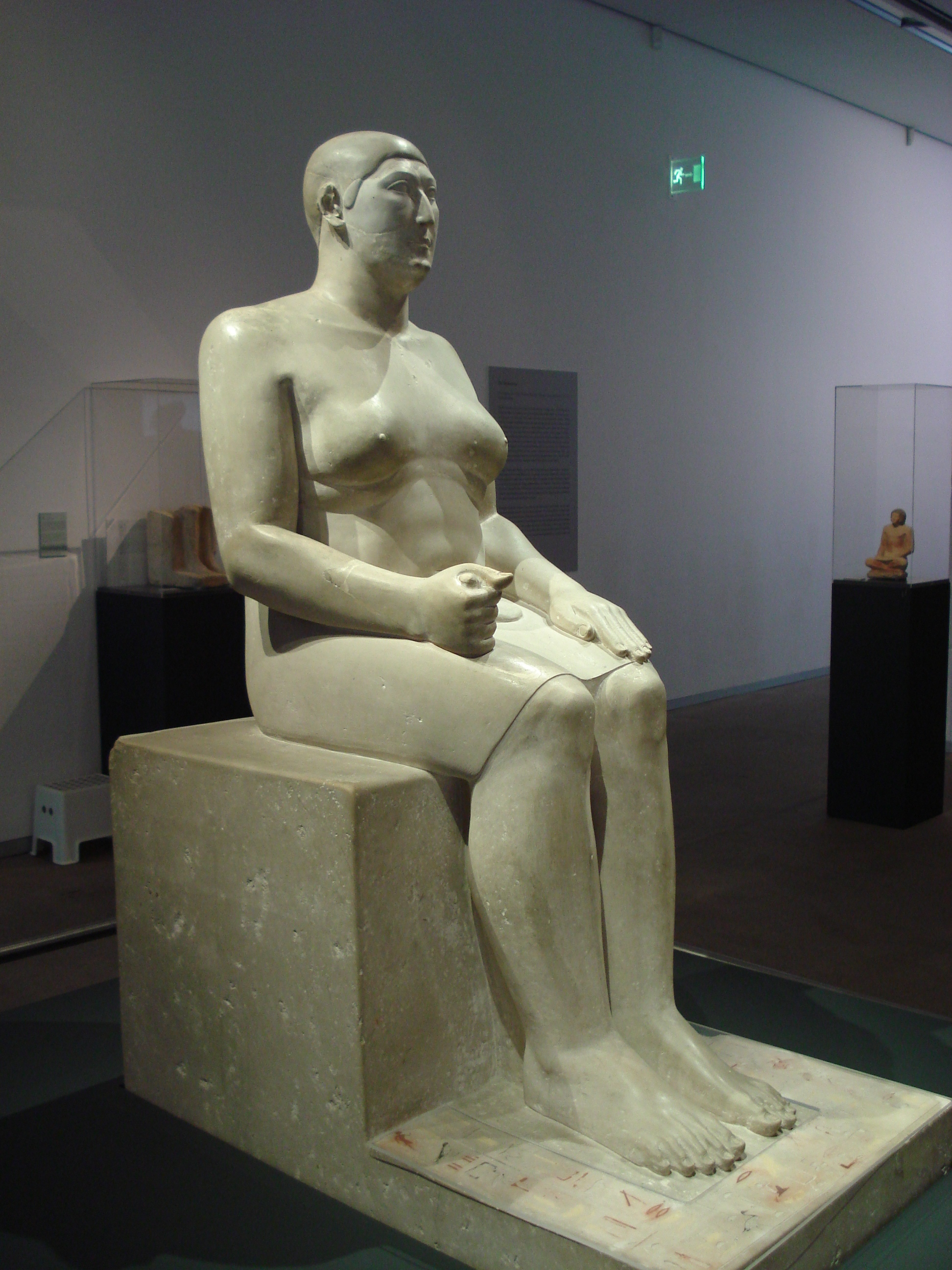
Hemiunu, a nagy piramis tervezője...

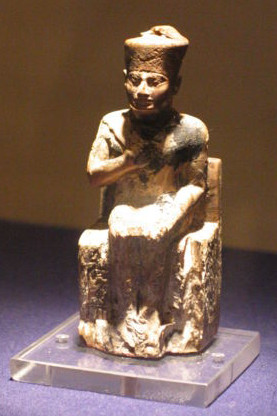
...és Hufu, a piramis építtetője

Az építtető személyének kiléte mindig fontos kérdés volt, de ellentétben a Menkauré-piramis körül kialakult sokféle állásfoglalással, ezt az építményt mindig is Kheopsz személyéhez kötötték. Manethón ugyan azt írja, hogy nem Kheopsz, hanem Szóphisz volt a neve, de ez inkább névváltozatnak tűnik, mintsem más uralkodó feltevésének. Kheopsz közreműködésének kétségbevonása csak a 20. században vált divatossá, amikor az ókori kultúrákat általában, de különösképpen az óegyiptomit vagy előrébb, vagy jóval hátrébb datálták a hagyományos elméleteknél. Az összes ilyen elmélet nagy hátránya, hogy semmit sem kínál Kheopsz helyett a teljes bizonytalanságon kívül.
A néphagyomány, Manethón és Hérodotosz történeti munkái Kheopsz (vagy Szóphisz) nevéhez kötötték ezt az építményt, aki az ókori Egyiptom IV. dinasztiájának Hufu nevű uralkodójával azonosítható. Ezért nem tekinthető véletlennek, hogy nevét a piramison belül is megtalálták már a 19. században (Vyse). A hat feliratból négy kártusba írt nevet tartalmaz, mindegyik egyszerűsített, kurzív hieroglif jelekkel íródott, vörös tintával. E feliratokról újabban gyakran feltételezik, hogy hamisítványok, mivel olyan helyen vannak, ahol normális körülmények között nem láthatóak. Azonban a III–V. dinasztia egyetlen piramisában sincs látható helyen lévő felirat, ezért önmagában ez az érv nem állja meg a helyét, ráadásul Vyse valószínűleg nem ismerte a folyóírásos hieroglifákat. Ezek részben a munkavezető feliratai lehetnek arról, hogy melyik építkezésre kell vinni a szóban forgó kvádert, részben viszont a minden korban fellelhető epigráfiai emlékekhez hasonló megörökítése az építésnek. Sznofru Vörös-piramisán a hasonló jelek datálva is voltak, amelyek az építés meglepően gyors üteméről tesznek tanúbizonyságot.
Ma már nem ez az egyetlen tárgyi bizonyíték Hufu személyét illetően, hiszen sok építő osztag neve is ismert, melyek a piramison dolgoztak: „Milyen hatalmas Hufu fehér koronája”, „Hufu megtisztítja a két országot”. 1946-ban Jean-Philippe Lauer sztélétöredéket fedezett fel, amin a piramis neve, az Ahet-Hufu felirat olvasható. A halotti komplexum környékén feltárt munkásváros méretei túlzóak lennének, ha pusztán csak a piramist övező egyéb kultikus és temetkezési célú épületek létrehozásához jött volna létre.
A Hufu-korabeli emlékeken Hemiunu (Ḥm-iwnw) „A király összes építkezéseinek vezetője” címmel tűnik fel. Ez az ember sok címmel rendelkezett: vezír (tjati, ṯ3tj), „A herceg”, „Az elöljáró”, „Az alsó-egyiptomi uralkodó pecsétőre”, „Básztet, Szesemtet és a mendészi kos papja”, „Ápisz és a Fehér Bika (Hápi és Hedzs) őrzője”, „Thot (vagy Dzsehuti, ḏḥwtj) háza öttagú testületének nagyja”, stb. Ismert róla még, hogy a A király test szerinti fia címet is viselte. Az nem derül ki, hogy melyik király fia, sőt Kákosy László szerint csak Sznofru (Snfrw) fia Nofermaat (Nfr-M3ˁt, aki herceg volt, nem uralkodó) lehetett az apja. Az azonban biztos, hogy Hufu kortársa volt, és fontos építkezéseket vezetett, valószínűleg a nagy piramisét is.
A Hufu személyével kapcsolatos egyiptológiai álláspont összhangban van a régészeti leletekkel, a feliratos emlékekkel, az egykorú forrásokkal, és beilleszkedik a piramisépítés fejlődési modelljébe, a történeti események vonalába. A piramisépítészet óbirodalmi fejlődésének egyik állomása ez, amely a III. dinasztiától kezdődően töretlenül ível Hufuig, sőt tovább, egészen a VI. dinasztia végéig.

## A piramis tájolása, külső méretei és helye

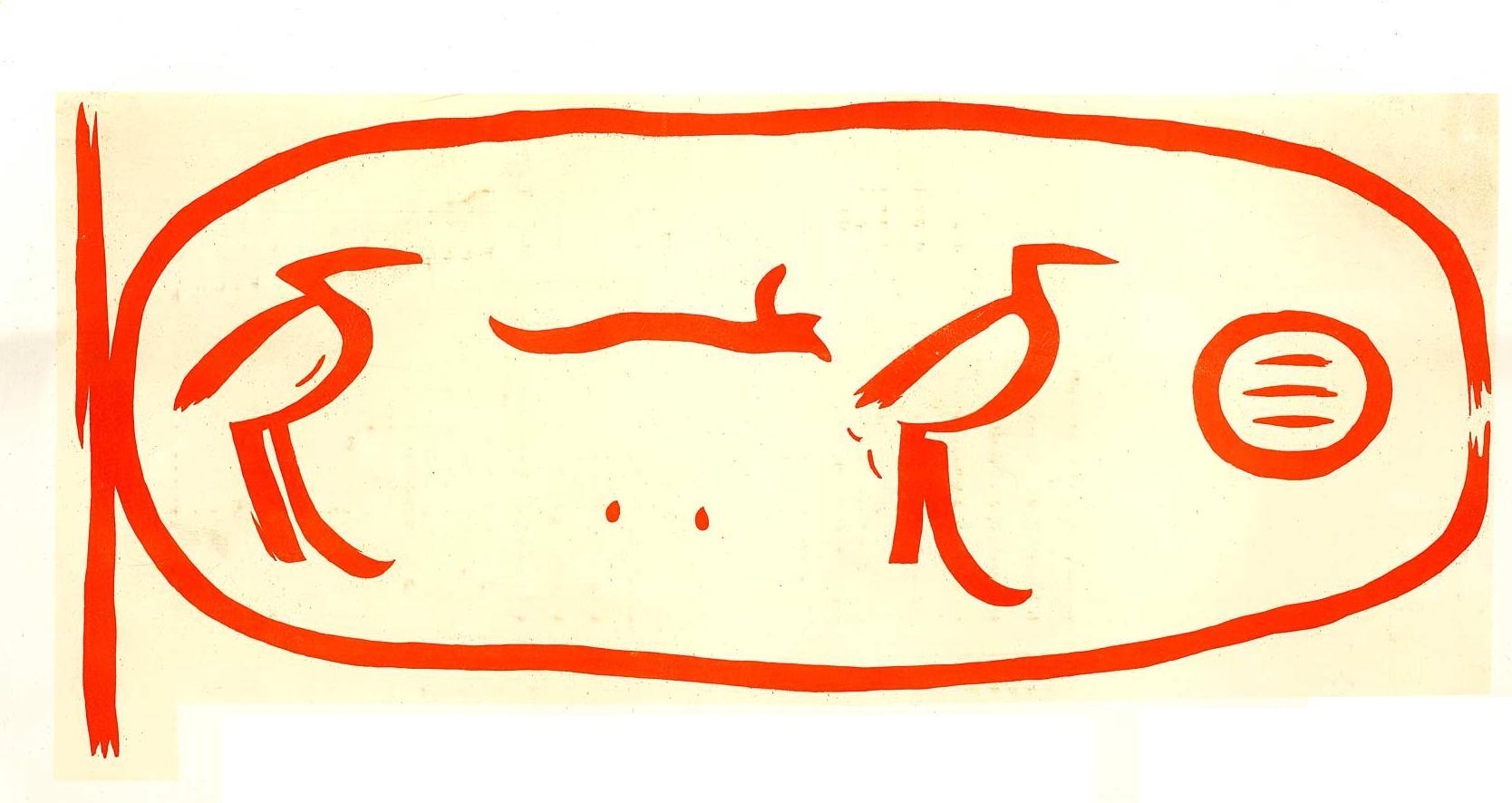
Hufu egyik névgyűrűje, a Hufu barátai csoport feliratából

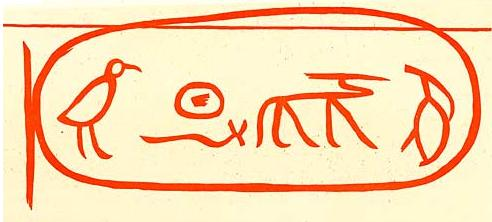
Hufu másik névgyűrűje, a Hufu hatalmas fehér koronájának követői csoport feliratából

A piramis oldalai az égtájakhoz igazodnak, attól való átlagos eltérésük mindössze 3 ívperc és 6 ívmásodperc (1 ívperc = 1 fok 60-ad része). A pontos adatok szerint északon 0° 2’ 28” délnyugat felé, délen 0 °1’ 57”-nyire délnyugat felé, keleten 0° 5’ 30” északnyugat felé, nyugaton 0° 2’ 3” északnyugat felé térnek el az oldalai a valódi földrajzi északi iránytól. A földrajzi északi irány azonban változik, ma már pontosan ismerjük a 4500 évvel ezelőtti döféspontot. Sok helyen olvasható olyan megállapítás, hogy a piramis tengelye az északi Sarkcsillaghoz lett tájolva, ami semmiképp sem igaz, mivel 4500 évvel ezelőtt az égi pólus nem esett egybe egyetlen csillag helyzetével sem. Az sem igaz, hogy a bejárat és a bejárati folyosó a Sarkcsillagra nézne, egyrészt a fenti okból, másrészt a folyosó emelkedési szöge csak nagyon hozzávetőlegesen néz az égi északi pólus felé.
Az oldalak merőlegesében is van az egyik sarkon 3,5 ívpercnyi eltérés, amely bőven túl van az ókori egyiptomi mérési technológia elérhető pontosságán. Kérdéses azonban, hogy ezt a viszonylag nagy eltérést milyen – mérési technológián túli – körülmény okozta.
Az alap 2,1 cm-es hibahatáron belül tökéletesen vízszintes, mai ismereteink szerint az eredeti oldalhosszak 4 cm-en belül azonosak voltak a négy oldalon. Az oldalak dőlésszöge átlagban 51° 50’ 40’’, a legnagyobb eltérés két oldal dőlése között 2° 48’. A piramis oldalainak mai hossza: északi oldal: 230,26 m, déli oldal: 230,45 m, keleti oldal: 230,39 m, nyugati oldal: 230,3 m. Mai magassága 137,3 méter. Az oldalhosszak azonban a burkolat hiánya miatt ma rövidebbek, mint eredetileg, amikor 232,4 méteres oldalhosszon 146,7 méter magas volt. Más adatok szerint 230,33 méteres alapon 146,59 méter magasságú volt. A számítások eltéréseit egyrészt a már eltűnt burkolat vastagságának eltérő becslései, másrészt az oldalak dőlésszögének eltérései okozhatják.

### A tájolás csillagászati elmélete
Mivel írásos feljegyzés nem maradt a piramis építéséről, ezért több elmélet született a piramis tájolásának módszeréről. Abban mindegyik megegyezik, hogy a módszer alapvetően csillagászati jellegű.
Az Edwards- (vagy Goyon-) módszer szerint a pontos északi irány kijelöléséhez először egy kör alakú, nem túl nagy és nem túl magas falat húztak fel, amiben egy csillagász tartózkodott. Éjszaka egy tetszőleges csillag felkelését és lenyugvását megfigyelve a csillagász megjelölte a fal tetején ezek pontos helyét, majd megkereste a két pont által kijelölt szakasz felezőpontját. Ezt összekötve a kör középpontjával egy észak-dél irányú egyenest kapott.
A módszerhez tökéletesen vízszintes fal, kör és függőleges valamint azonos szemmagasság szükséges, és természetesen éles szem mindezek kijelöléséhez. Elképzelhető, hogy a pontosság érdekében a mérést egymás után többször megismételték. Ezt a változatot bonyolult és munkaigényes volta miatt sokan nem fogadják el. A módszer a gyakorlatban azért is nehezen kivitelezhető, mert azt is biztosítani kellett volna, hogy a megfigyelő feje (pontosabban szemmagassága) este és reggel is pontosan ugyanabban a pozícióban legyen.
Ennél azonban lényegesen egyszerűbb, és a megfigyelhető pontosságot szintén garantáló módszerek is elképzelhetők. Ezek legegyszerűbbike egyetlen földbe szúrt botot igényel. A bot köré kört rajzolva a Nap árnyékának két pozíciója – amikor pontosan érinti a körvonalat az árnyék vége – meghatároz egy szöget, melyet megfelezve az északi irányt kapjuk. A módszer egyetlen feltétele a pontosan függőleges bot, és ennek létrehozása a rendelkezésre álló óegyiptomi technológiával nem jelentett nehézséget (függőón alkalmazása).

### A piramis elhelyezkedése
A piramis a ma Kairóval egybeépült Gíza (el-Gizeh) és Nazlet esz-Szimmán falvak közelében épült. A hely egy 60 méter magas és körülbelül 1200 méter átmérőjű mészkőplató, amelyet Mokattám-képződmény néven ismer a geológia. A piramis belső részének nagyobbik hányadát helyben bányászott mészkőből építették fel. Egyes elméletek szerint az alapozási síkot csak a piramis kerülete mentén szedték ki, így a plató eredeti magasságú szálkövei akár 9-10 méteres magasságig alkothatják az épület magját.
A platón a piramisépítkezések megkezdése előtt már valószínűleg intenzív kőbányászatot folytattak, talán a szakkarai, dahsúri és a mejdúmi piramisok kőanyagának egy része is innen származik. A Hafré-piramis mellett, annak nyugati oldalán ma is függőleges, 10 méter körüli magasságú sziklafal meredezik, amelyen jól látható a bányászat nyoma.

## A piramis szerkezete

A nagy piramis szerkezeti rajza.
Lentről fölfelé: (1) a föld alatti befejezetlen kamra a levezető járattal; (2) a Királyné Kamrája a hozzá vezető járattal és a két szellőzőnyílással; (3) a kettő között függőlegesen a munkások kivezető útja; (4) a Nagy Galéria; (5) a Király Kamrája a két szellőzőnyílással, fölötte a többrekeszes boltozattal

### A felépítmény

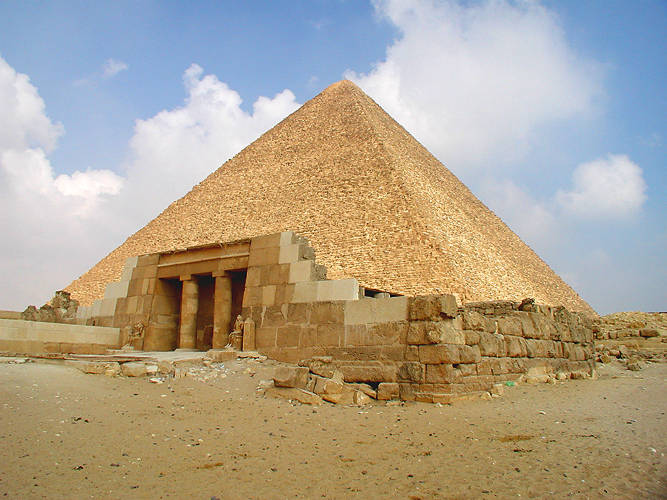
A piramis északkeletről nézve, az előtérben az V. dinasztiabeli Szesemnofer családi masztabájának oszlopos bejárata látható

A piramis felépítményét átlagban 1 köbméteres, 2 tonnás kváderekből építették, összesen körülbelül 2,5 millió köbméter mennyiségben, azaz ötmillió tonnás tömegben. Az építés technológiája a Sznofru piramisainál már bevált módszerű, ennek lényege, hogy a téglatest alakú kvádereket nem a hagyományos módon, a legkisebb felületű oldalra állítva és döntött szögben helyezték el, hanem a legnagyobb felületű oldalra és vízszintesen. Emellett nem közel függőleges rétegeket építettek, mint korábban, hanem vízszinteseket, minden egyes követ átlapolva helyeztek el egy sík felületen, bár erre csak a külső rétegeknél ügyeltek. Ez jelentősen megnövelte a stabilitást. A belső mag gyengén megmunkált, csak durván tégla alakúra faragott kövekből áll, amely a külső részek felé egyre pontosabb és finomabb faragásúvá válik. A belső részeken a kváderek közti hézagokat kőtörmelék és homok tölti ki. A legkülső kváderek már összecsiszolt felülettel kerültek beépítésre.
A kváderek mérete és alakja a teljes felépítményben változatos, sokszor szabálytalan. Az építőkövek magassága, és ezzel a rétegek vastagsága 0,9 és 1,2 méter között, a rétegek behúzása a 0,23 métertől az 1 méterig váltakozik. A felépítmény legnagyobb része (98%) helyben bányászott, gyenge minőségű mészkő, a burkolat igen jó minőségű turai mészkő, míg az alépítményben és teherhordó részeken és a szarkofágnál asszuáni gránit alkalmazása is előfordul. A piramis keleti oldalának egy szakaszán még mindig látható mintegy három sornyi burkolat a hozzá csatlakozó „küszöbbel”, így képet alkothatunk arról is, hogy nézett ki ez az építmény újkorában.
A messzebbről érkező építőanyagot a Níluson szállították, speciális hajókon, amelyeket még a közönséges áruszállító hajóktól is megkülönböztettek. Az áruszállítók neve uszeh (wśḫ, egyik jelentése széles), a kőtömböket, oszlopokat és szarkofágokat a szat (s3-t) nevű típussal hordozták. A kőtömbök súlya az 1,5 tonnástól a több tíz tonnásig változik. Így nem meglepő, hogy a gigantikus építmény tömege meghaladja az 5 000 000 tonnát. Elkészülte idején hófehér gúla volt.

### Az „alépítmény”
Az „alépítmény” jelzőt idézőjelbe kell tenni, mivel a hagyományos piramisépítkezéstől a három kamra közül kettő is eltér abban, hogy nem a talajszinten, vagy épp az alatt helyezkednek el, hanem a felépítmény belsejében. Huni és Sznofru piramisaiban a sírkamrák egyre feljebb kerültek, ennek a sornak betetőzése a piramis magasságának harmadánál elhelyezkedő sírkamra. A belső szerkezetet először Flinders Petrie vizsgálta tudományos igénnyel 1880-82-ben, de nem ő volt a legelső kutató, hanem Edmé-François Jomard (Napóleon hadjárata) és Richard William Howard Vyse (1837-39).

#### Bejárati folyosó
A piramis eredeti bejárata az északi oldalon, 17 méterre a talajszint felett, és 7,3 méterre a középvonaltól keletre helyezkedik el. A római korban lezárt bejáratot csak az al-Mamún kalifa által vágott folyosóról visszafelé keresve lehetett megtalálni, olyan alaposan elrejtették. Innen 1 méter széles és 1,2 méter magas folyosó indul lefelé, a lépcsős piramisok lejtős folyosójának mintájára. A járat lejtése 26° 31’ 23’’. 28 méter után éri el a külső talajszintet, innen még 30 méter hosszú, mielőtt vízszintessé válik. A vízszintes szakasz 9 méter után torkollik az alsó kamrába. Ez a szerkezet önmagában a mejdúmi piramis konstrukciójának ismétlése. Ilyen megfontolások alapján kizárható, hogy a folyosó az északi Sarkcsillagra nézne, mivel az északi szélesség 29° 58' 45’’ földrajzi koordinátán ugyanilyen emelkedési szöggel nézne a folyosó bejárata az égi északi pólus felé. Ez a majdnem 3,5°-os eltérés nagyon sok az óegyiptomi lehetőségekhez képest. A folyosó iránya kizárólag a piramis északi tájolásának és a hagyományos emelkedési szögnek tulajdonítható.
Erről a folyosóról nyílik a Nagy Galériához vezető út és a munkások folyosójának, vagy egyszerűen csak „aknának” nevezett járat is.

#### A Nagy galéria

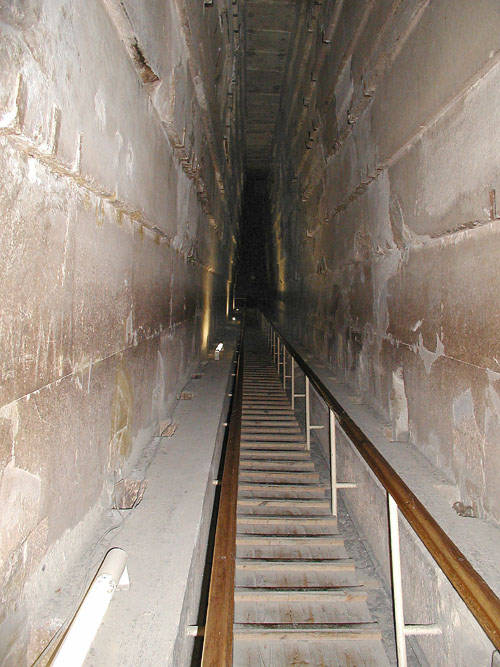
A Nagy galéria. Jól látható, ahogy a falat alkotó kőtömbök minden sorral egyre beljebb nyúlnak

A Király kamráját egy 46,7 méter hosszú, 2,1 méter széles folyosón, a Nagy galérián keresztül lehet elérni. Ennek a folyosónak egyetlen ismert funkciója a sírkamra megközelítése. Az is feltehető, hogy a két méternél nagyobb szélességet nem merték áthidalókkal lefedni, ezért a Huni és Sznofru piramisainál már bevált módon fedték azt be: mészkőburkolata nyolc rétegének mindegyike (soronként 13,5–14,5 cm-rel szűkül a mennyezet felé) kicsit beljebb nyúlik, a mennyezetnél a legkisebb szélesség 1 m. A mennyezetet bazalttömbök alkotják. Kákosy László is kifejti azt az ötletet, aminek alapján az is elképzelhető, hogy ezt a helyet raktározási céllal alakították ki: itt tartották a nagy záróköveket, amelyek a folyosó elején már nem fértek volna be később. Mark Lehner az oldalakon rendszeres közönként elhelyezett lyukakból kiindulva ugyanezt a következtetést vonja le, mivel szerinte ezek fagerendák helyei, amik az itt tárolt gránittömbök lecsúszását akadályozták meg. Erre azért volt szükség, mert 26° 2’ 30’’ szögben emelkedik, folytatva a Királyné kamrájához vezető folyosót, amely mintegy 20 méterre a talajszint felett megtörik és vízszintesen folytatódik. A kövek felületét nem díszítik faragások.
A galéria padlószintjén mindkét oldalon 0,5 méter széles és 0,6 méter magas rámpa húzódik, a köztük lévő rész pedig lépcsős. Ennek funkciója ismeretlen, bár feltehető, hogy a nagy emelkedésű galériában a lépcsők a nagy méretű köveket húzó emberek számára készültek lábtámasz céljára. Enélkül ugyanis ilyen meredek kaptatón nem lehetne nagy tömegeket mozgatni.

#### A Király kamrája

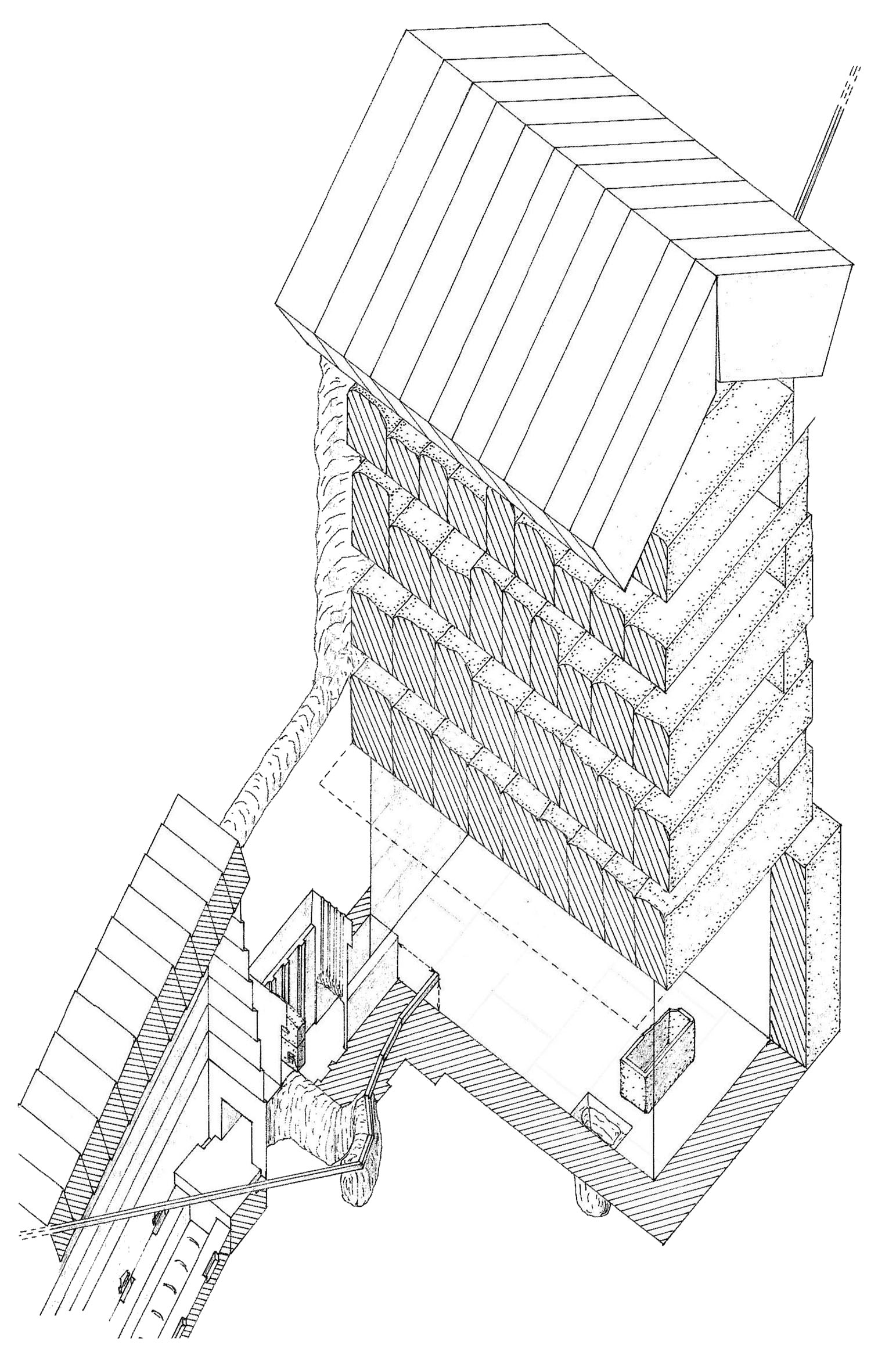
A sírkamra szerkezeti rajza

A Király kamráját a Nagy Galériából induló, vízszintes folyosón és egy „előcsarnokon” át lehet megközelíteni. A helyiség három fala vörösgránitból készült.
Az építmény középvonalán, de nem teljesen a csúcs alatt megbúvó, kelet-nyugati irányban 10,5 méter hosszú, észak-déli irányban 5,2 méter széles és 5,8 méter magas termet nevezzük királyi sírkamrának. Erre az itt található szarkofág szolgáltat alapot. A sírkamra 42,3 méterrel a terepszint felett helyezkedik el. A kamra közepén áll a hatalmas szarkofág, melyet egy darab vörösgránit-tömbből faragtak, és ma erősen rongált állapotban van. A szarkofág mintegy 5 cm-el szélesebb, mint az ide vezető folyosó, ezért azt már a kamra építésekor el kellett helyezni benne. A szarkofág a piramis egyik tengelyén fekszik, de nem pontosan a csúcs alatt. A piramisban ez az egyetlen hely, ahol a burkoláshoz gránitot használtak.

#### A Király kamrája fölötti felépítmény (Davidson-kamrák)
A sírkamra fölött van a Nathaniel Davidson által a 18. században felfedezett gerendázatos boltozat. Davidson áttörte a mennyezetet alkotó gránittömböt, így vált láthatóvá a kamra, majd Vyse és Perring robbantással jutott tovább a másik négybe. Ezek közül a felső két üregben találta meg a – valószínűleg a munkások által felírt – Hufu nevet. A mennyezetet alkotó kilenc monolit teherelosztóként funkcionált, és önmagában ez a szerkezeti elem mintegy 400 tonnát nyom. 17 méteres magasságú az öt tehermentesítő kamra, melynek legtetején nyeregtetőként ferdén összetámasztott kváderek állnak. A szerkezet túlbiztosított, de mivel ez az egyik első (és gyakorlatilag az utolsó) olyan piramis, amelyben a sírkamra magasan a felépítményben áll, tervezői valószínűleg nem kívánt meglepetésektől óvták magukat ilyen formán. Hasonló teherelosztó funkciójú, de keresztgerendák nélküli nyeregtető-szerkezet van Huni és Sznofru piramisaiban is. Sznofru tört falú piramisában a magasan elhelyezett felső kamra instabilitását a már az ókorban beácsolt dúcoló fagerendák mutatják, vélhetően emiatt került sor ilyen nagy léptékű, igazán masszív tetőzet tervezésére.
A túlbiztosításnak azonban itt is lehetett jogosultsága: a gerendák közül több megrepedt már, ami statikai bizonytalanságot mutat – legalábbis az építés közben. Emellett nem tett jót az állagának Vyse 1837-es robbantása sem, amellyel a Davidson-kamrákat felnyitotta, szerkezetét és rendeltetését megállapította.
Innen került elő az a felirat, amely egykorú forrásként erősítette meg ismereteinket az építtető kilétéről: „Büszkén építettük e helyet a nagy Hnum-Hufu nevében”.

#### A Királyné kamrája

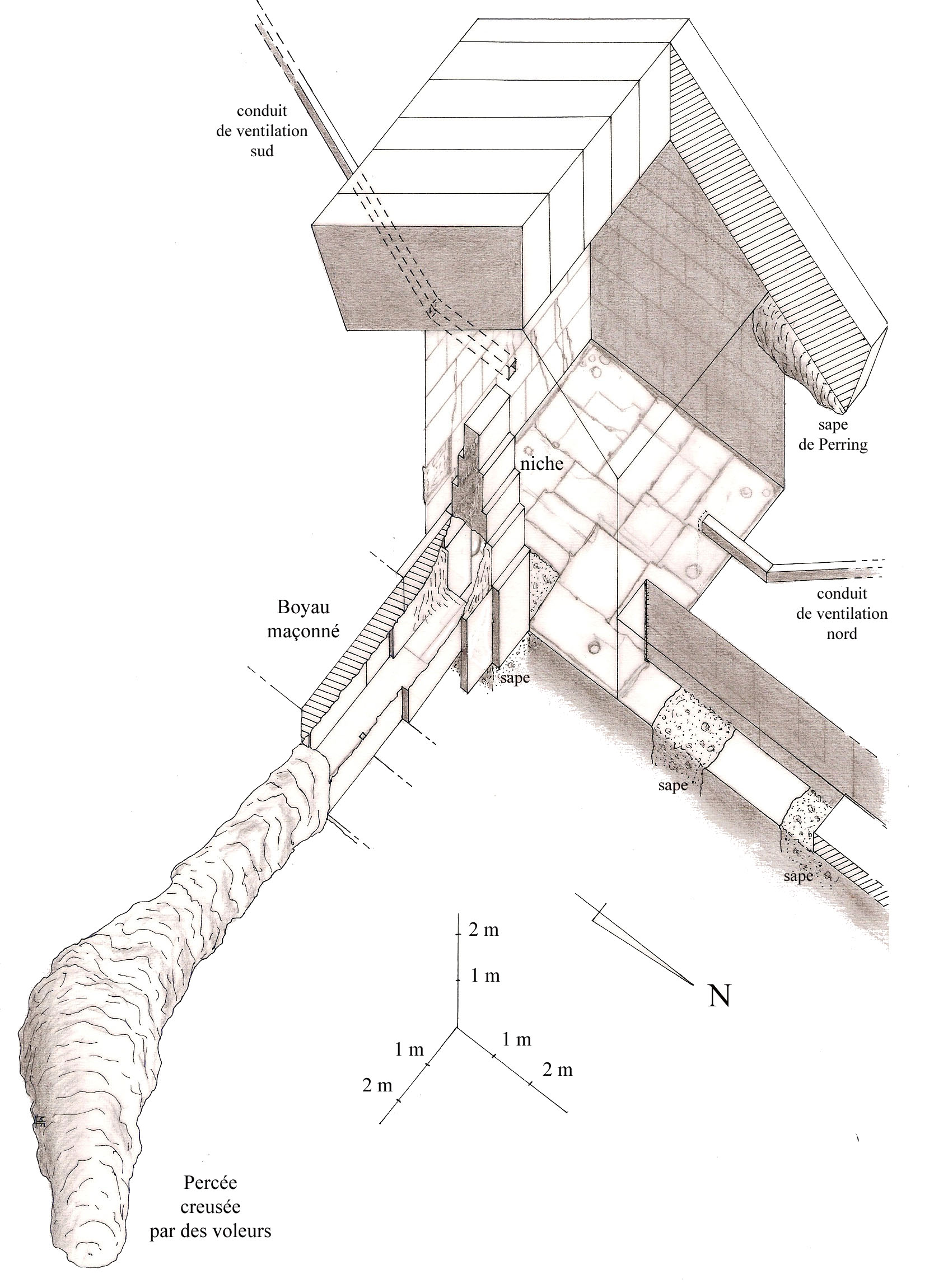
A Királyné kamrájának szerkezeti rajza

A Királyné kamrájának nevezett helyiség mértékadó vélemények szerint befejezetlen sírkamra, félrevezető nevét az araboktól kapta. Ezzel ellentétes vélemények szerint kultikus kamra, és sosem tervezték sírkamrának.
15,2 méterrel az alap felett található. 5,7 méter hosszú, 5,2 méter széles, a mennyezet nyeregtetős és 6,7 méter magas. Sem burkolatát, sem padlózatát, sem a hozzá vezető folyosót nem fejezték be. Ez a sírkamra a második építési ütemben készülhetett, valószínűleg abból a célból, hogy az uralkodó esetleges korai halála esetén a temetés végrehajtható legyen. Egyes elképzelések szerint kultikus célokból épült, ez esetben viszont nehezen magyarázható meg, hogy miért nem fejezték be. Ugyanakkor a keleti falban található lépcsős falfülke egy kultikus szobor elhelyezésére is utalhat. Befejezetlenségére az a tény mutat, hogy az oldalfalak teljesen kimunkált csiszolásúak (épp csak a burkolat hiányzik), ugyanakkor a padló még nem. A kultikus funkció esetleg Dzsószer szerdábjához hasonló lehetett. (lásd még: szellőzők)
A Királyné kamrájához vezető járat a bejárati folyosóból nyílik, és 39 méter hosszú. A folyosón nincs lezárást biztosító zárókő, ami Stadelmann szerint megerősíti azt a feltevést, hogy ezt a helyiséget nem tervezték sírkamrának. A hozzá vezető folyosó 26° 2’ 30’’ emelkedési szöggel épült, a kamrához vezető vízszintes szakasznál torkollik bele a Nagy galériába.

#### A befejezetlen földalatti kamra
A Királyné kamrájához hasonlóan befejezetlen. 30 méterrel a terepszint alatt és nem pontosan az átlók metszéspontjában fekszik. Hossza 14 méter, szélessége 8 méter, magassága 3,5 méter. Befejezett állapotában körülbelül 14 × 7 × 5,3 méteres méretekkel rendelkezett volna. Valószínűsíthető, hogy ez is sírkamrának készült, bár kivitelezési technológiája kétségkívül szokatlan, sem a korábbi, sem a későbbi piramisoknál nem található aknasír jellegű munka (néhány III. dinasztia korára datált, igen kicsiny lépcsős piramist leszámítva el-Kúla falu mellett). Egyedinek számító kivitelezési technológiája mellett azonban koncepciójában a mejdúmi piramis ismert sírkamrájához hasonló. Talán másodlagos, Szokar istenhez kapcsolódó szimbolikával ruházták fel e helyiséget, mivel utólag egy aknát és egy tárnát vágtak még benne: egyiket a bejárat előtt függőlegesen, másikat a hátsó falon vízszintesen. Ez az elrendezés a Felső-Egyiptomban divatos sziklasírok jellegzetességeit mutatja.
Az egyiptológusok még vitatkoznak azon, hogy e kamrát az uralkodó korai halála esetére építették, vagy már eleve ilyenre tervezték a piramis belső szerkezetét. Olyan verzió is feltehető, hogy a felsőbb szintek kamráit csak ad hoc módon, az aktuális magasság elérése alkalmával alakították ki. A kamra befejezetlenségét az a két körülmény mutatja, hogy alján négyszögű bemélyedés található (ez arra utal, hogy tovább mélyítették volna), ezenkívül falai és a padlózata sincsenek kidolgozva. A hátsó falból nyíló vízszintes akna látszólagos funkciótlansága is erre mutat. Stadelmann elképzelhetetlennek tartja a szakaszos építkezést és az építés közbeni tervmódosításokat. Ezzel számos tudós egyetért, és Rudolf Gatenbrink német mérnök mérései is ezt támasztják alá.

#### A munkások folyosója
A galéria kezdeti (alsó) szakaszától egy 60 méter mélységű, csaknem függőleges akna indul lefelé és alul a befejezetlen alsó kamra előtti folyosóba torkollik. A járatot utólag vájták ki (ez a járat bizonytalan vonalvezetése miatt is egyértelmű), a feltételezések szerint szerepe az volt, hogy a Nagy galéria – és ezzel a Király kamrájához vivő út – lezárása után a munkásoknak kivezető utat biztosítson a lejtős folyosó igénybevételével. A lezárás ugyanis valószínűleg belülről történt, az addig a galériában tartott hatalmas zárókövek leeresztésével.

#### A „szellőzőjáratok”
A király sírkamrájából két szűk, 0,2 méter keresztmetszetű akna vezet a felszínre, nagyjából az északi és déli fal közepére. Az északi 71 méter, a déli 53 méter magasságban éri el a felszínt. „... Hogy mire szolgáltak, nem tudjuk, de egy biztos, szellőzésre nagyon is alkalmasak.” Viszonylag széles körű konszenzus alakult ki ezen aknák szellőző jellegére nézve, az azonban nem egyértelmű, miért kellene egy zárt sírt szellőztetni. Talán az utómunkálatok igényelték ezt, valamint a temetési szertartáson résztvevők egészsége. Külön szellőzőjáratok szükségességét Miroslav Verner azzal is indokolja, hogy a Nagy piramisban a helyiségek a bejárat szintje felett helyezkednek el, ami szinte teljesen lehetetlenné teszi a természetes szellőzést. Mark Lehner magától értetődő kijelentéssel közli, hogy a szellőzőjáratok – amelyeknek természetesen semmi közük a levegő elvezetéséhez... Mások ugyanilyen kijelentő módban a szellőzésről beszélnek. Verner rámutatott arra is, hogy a járatok tájolása nem csak egyes csillagokkal van összefüggésben, hanem az uralkodó széliránnyal is. A csillagok szerinti tájolás elképzelése ellen felvethető, hogy az éjszaka tartama alatt bármely tetszőlegesen felvett irányban nagy valószínűséggel feltűnik egy-egy csillag.
1993-tól a sírkamra járatai valóban a piramis szellőzését szolgálják: a beléjük helyezett ventilátorok segítségével cserélik a levegőt, hogy a látogatók által kilélegzett páratartalmat eltávolítsák.
A királyi sírkamra járatait Richard William Howard Vyse és John Shae Perring fedezték fel 1837-ben. Vyse a sírkamrában figyelt fel az aknák nyílásaira, és irányukból feltételezte, hogy azok a felszínre vezetnek. Perring néhány napon belül megtalálta a kivezető nyílásokat is. Mivel felülről törmelék zárta el a járatot, a sírkamrai megindulást és a felszíni megérkezést nem lehetett megbízhatóan egymáshoz kapcsolni, az mégis kézenfekvő volt. Vyse és Perring robbantással próbálta kitisztítani a szellőzőket. A királyné kamrájában lévő járatokat már a sírkamra járatainak ismeretében meg kellett keresni, mivel azok belülről lezárt, rejtett állapotban voltak. Waynmann Dixon 1872-ben addig kopogtatta a kamra falait, amíg felfedezte a kürtőket. A kopogtatáson kívül gyertyák lángját is felhasználta, ami azt mutatja, hogy még lezárt állapotukban is érezhető volt némi levegőmozgás a közelükben.
Más elképzelések szerint az uralkodó lelkének (ká-jának) kijáratai voltak. Mindkét feltevést erősíti a tény, hogy a Királyné Kamrájából is indul két akna, melyek mintegy 30 méteres magasságban folytatás nélkül véget érnek. Ezek a tények mind az építés szakaszosságát, mind a szellőző, mind a lélek-kijárat funkciót igazolják.
- A Királyné Kamrájának félbehagyását követően – amikor már a sírkamrán dolgoztak – nem kellett többet szellőzés, illetve nem kellett további belső munkálatokkal és a temetési menettel számolni.
- Ha a Királyné Kamrája félbehagyott sírkamra volt, akkor a lélek-kijáratra sem volt többé szükség, mivel tudták, hogy ide már nem temetnek.
- A befejezetlen Királyné Kamrája mellett a semmibe menő szellőző (vagy lélek-kijárat) is csak a szakaszos építéssel érthető.
- A Királyné Kamrájából dél felé induló akna a Galériát két kanyarral elkerüli, tehát annak építése idején ez az akna is építés alatt volt még. A tény, hogy nem kötötték be a Galériába, hanem ehelyett elkerülő utat hoztak létre, kérdésessé teszi a szakrális jelleget.[26]
- A Királyné Kamrájából induló járatok belső lezárásai és a helyiségben a nyomuk eltüntetése inkább a szakaszos építés és a szellőzés funkció felé mutatnak, ellenkező esetben nehezen magyarázható, miért kellett volna eltüntetni a lélek-kijárat nyomait.

Az Upuaut-projekt csak a Királyné Kamrájából induló járatokat vizsgálata eddig. A járat legmagasabb pontja jelenleg alig 17 méterrel a felszín alatt van. A Király kamrájában induló két akna vizsgálata még hátravan: ha a járat valahol az épület belsejében véget ér, akkor a „szellőző elmélet” nem tartható és a lélek-kijárat elmélete is bizonytalanná válik. Ha azonban az akna legalább a burkolatig kiér, vagy a lezárása törmelékkel utólag történt, akkor mindkettő érvényes lehet.
Rainer Stadelmann teljes mértékben kizárja a szellőzés funkció lehetőségét. Ezt egy feltételes módban prdzss-ként olvasott, ilyenformán „jöjj elő a sírból” jelentésű hieroglif jelre alapozza, amely a Királyné Kamrájának járatában, az első zárókő mögött látható, az uadzs (=zöld) hieroglifa társaságában. (Ez utóbbi az építő csapatra utalhat.) E magyarázatot azonban kérdésessé teszi, hogy – többek között Stadelmann szerint is – az alsó kamrát levegőhiány miatt hagyták félbe, ahol valóban nincsenek is szellőző járatok. A „lélek-kijárat” elképzelésre sem a korábbi, sem a későbbi piramisoknál nincs példa, ez az egyetlen előfordulás az összes királypiramis közül. Emellett ez az egyetlen piramis, amelyiknek a bejárata mélyebben van, mint a sírkamra, így e két egyediségnek akár köze is lehet egymáshoz.
Elterjedt tévhit, hogy a szellőzők az Orion csillagkép felé néznek. Ez a csillagkép az égbolt nagy területét foglalja el és mindig máshol látható. Semmi rendkívüli nincs abban, ha időnként a szellőzők irányába esik valamely része.

## Kapcsolódó műemlékek: a halottak városa

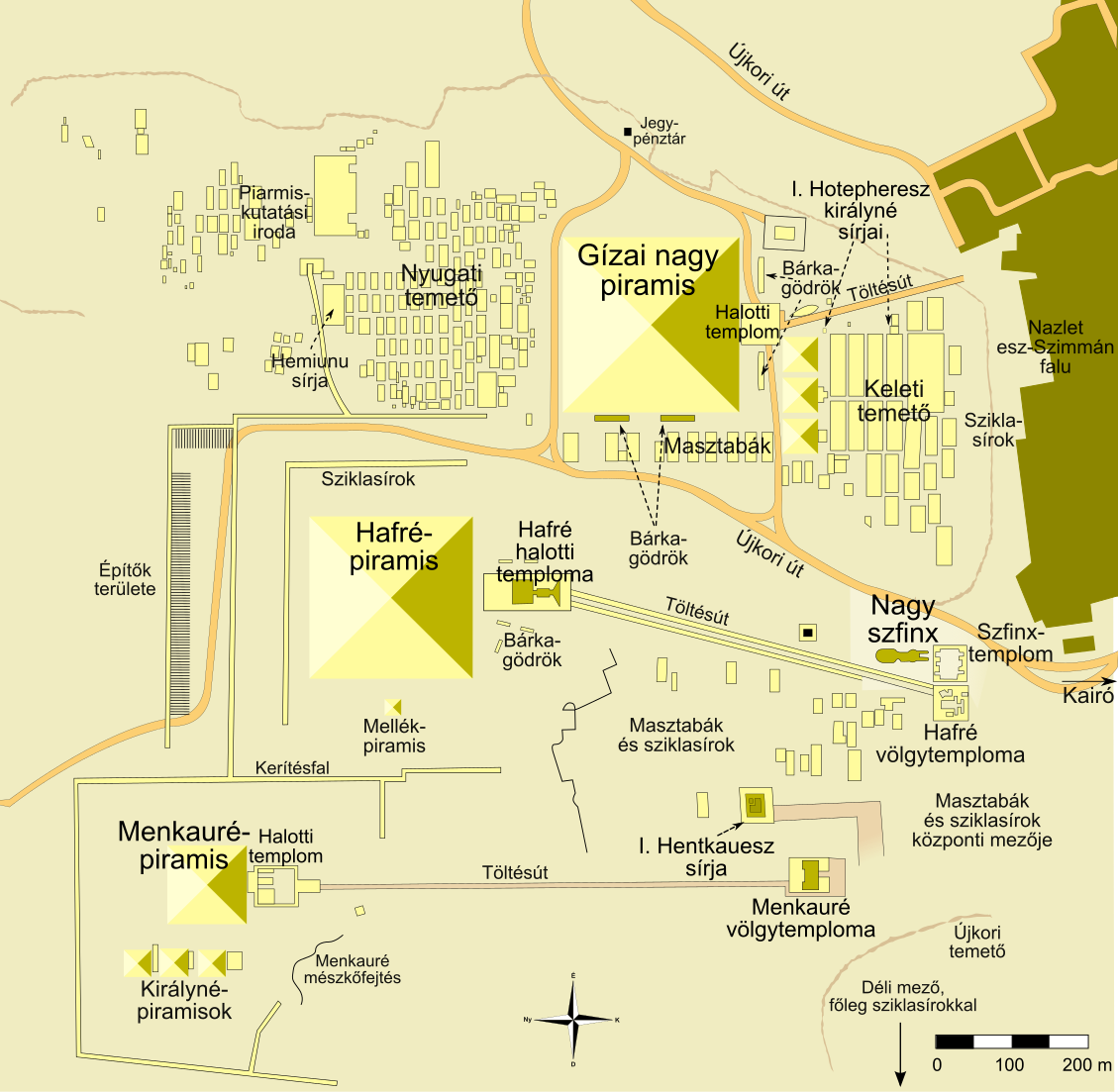
A gízai piramiskomplexum: a halotti város és szentélykörzet

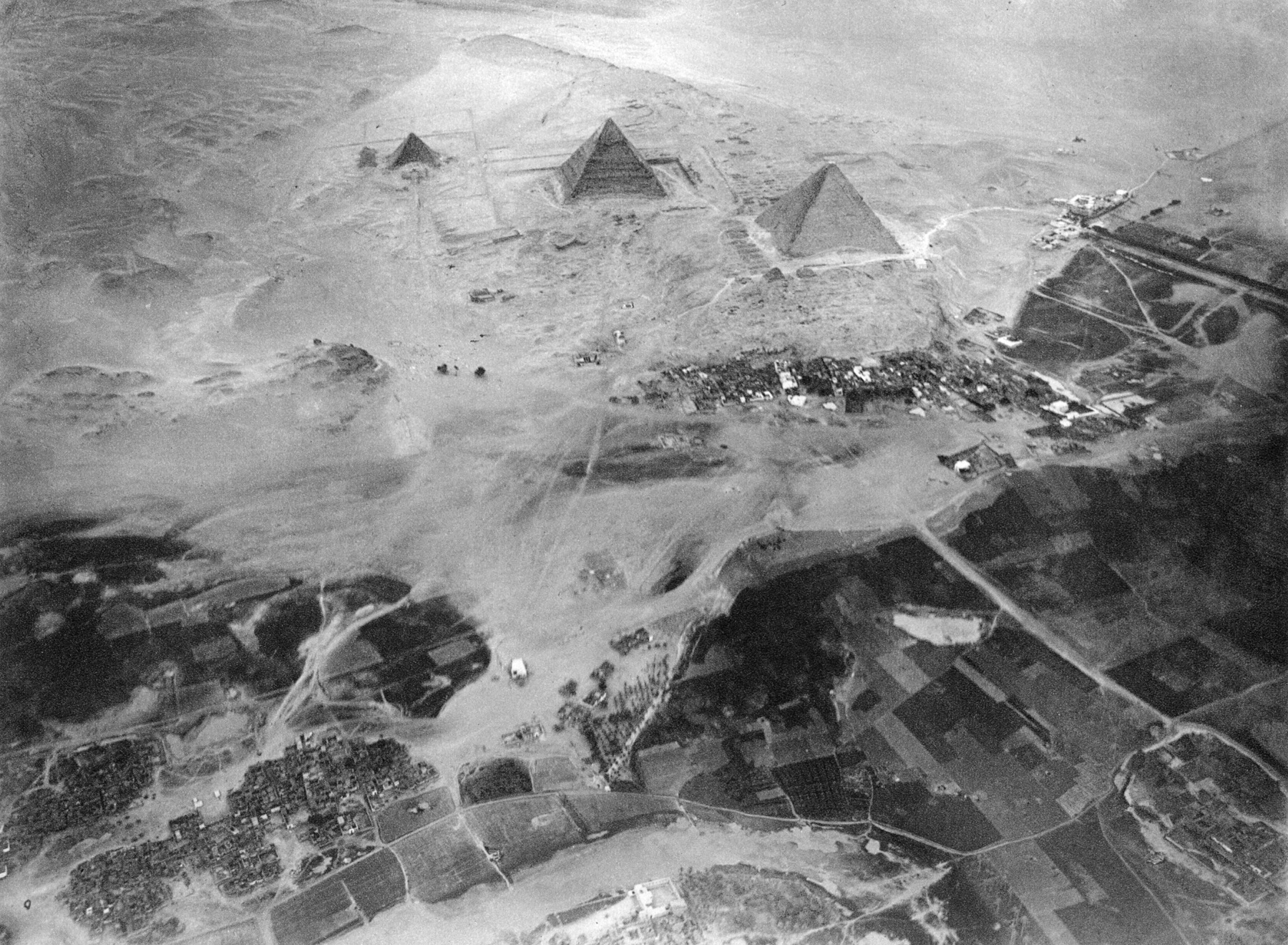
Eduard Spelterini 1904. november 21-ei hőlégballonos légifotója 600 méteres magasságból. Balról jobbra Menkauré, Hafré és Hufu piramisa

A piramist turai mészkőből épített hagyományos kerítésfal vette körül, mely több mint három méter vastagságú, körülbelül 8 méter magasságú, és 20 egyiptomi könyök (10,5 méter) távolságban húzódott a piramistól.

### A templomok, út és bárkagödrök

#### Templomok és feljáró út

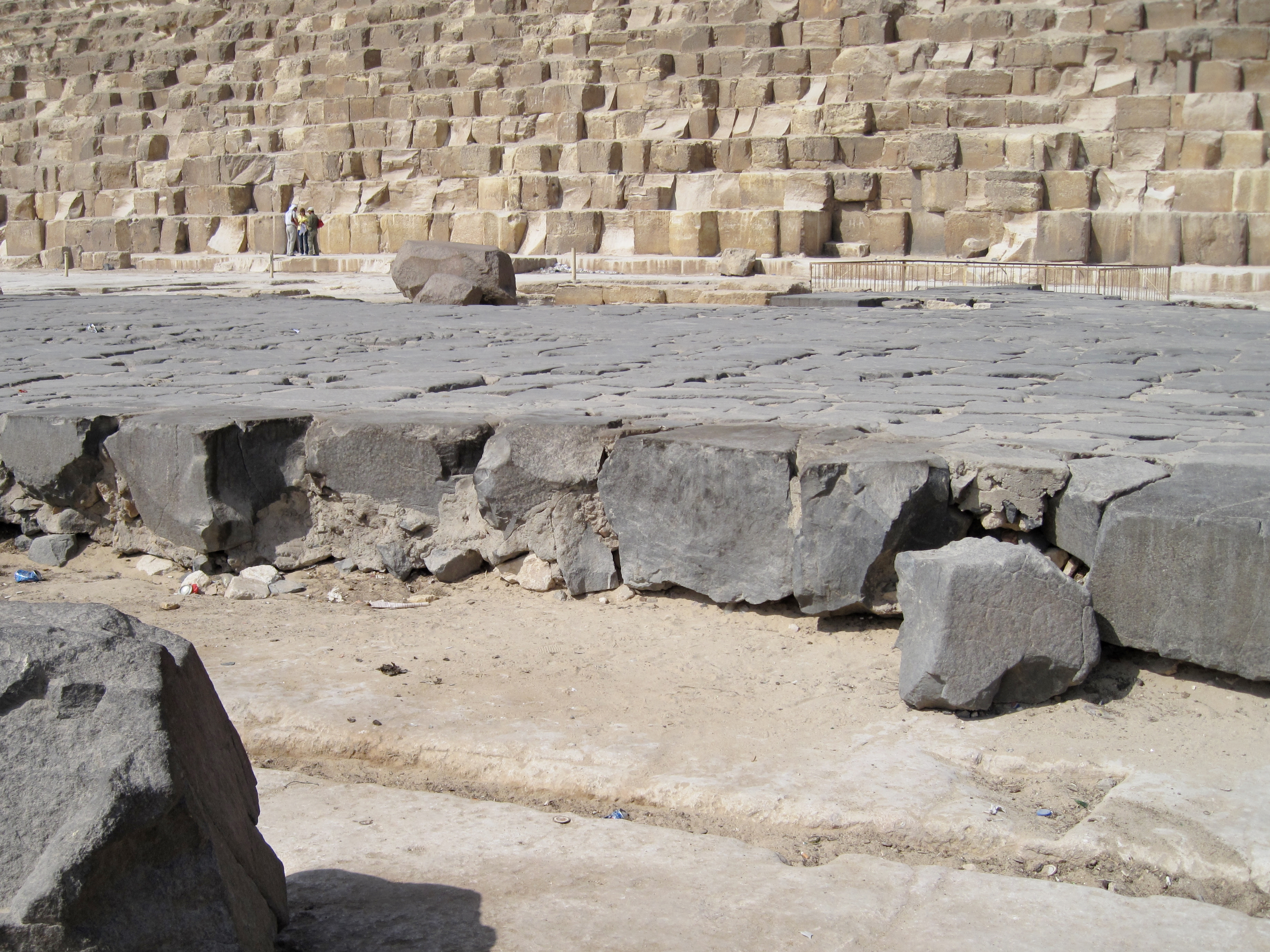
A halotti templom megmaradt bazaltburkolata

A halotti komplexum kiegészítői elsődlegesen a Völgytemplom és a Halotti Templom voltak. A IV. dinasztia korától a templomegyüttesek legalább olyan fontos szerepet játszottak a temetkezési rituálékban és magában az architektúrában is, mint maga a piramis. Hufu Völgytemploma a mai Nazlet esz-Szimmán falu (vagyis inkább Kairó egyik „elővárosa”) helyén állt. Semmilyen adat nem áll rendelkezésre róla, bár 1990-ben Zahi Hawass néhány olyan maradványt talált, amelyet a Völgytemplomhoz tartozóként írt le. Ezek egy épület alapjai, és a fekete bazalt padlóburkolat töredékei voltak – ugyanolyan burkolaté, mint a halotti templomé. Valószínűleg már Hérodotosz korában sem volt látható teljes épségében, mert csak a hozzá vezető, 18 méter széles útról emlékezik meg, amelyet azonban önmagában is „csaknem ugyanolyan nagy műnek” nevezett, mint magát a piramist. Ez az út töltésút volt, magasan épített oldalfalakkal, köztük magasított járószinttel. A falak magassága valószínűleg elérte a 40 métert, hossza majdnem 740 méter (más adatok szerint 810 méter, illetve 825 méter.) Mára ennek az útnak csak egy 80 méter hosszú, nagyon romos szakasza maradt fenn. Ehhez csatlakozik a Hawass által 1990-ben feltárt 56 méter hosszú bazaltburkolatú és 8 méter széles vályogfallal körülvett útmaradvány. Az egyiptológusok feltevése szerint a temetéshez használt királyi bárka felvonulási útja volt.

A halotti templom alaprajza

A halotti templom romjait 1939-ben Abu Szeif fedezte és tárta fel. 100 egyiptomi könyök (52,5 méter) hosszú, valaha oszlopcsarnokból és áldozó kápolnából állt. Turai mészkőből épült, mint a piramis burkolata is, udvarán és szentélyében összesen 50 gránitoszloppal. Mára csak a bazalt padlóburkolat egy része maradt fenn. Már ekkor (1939-ben) feltárták a Napbárka három dokkját is, majd 1954-ben Kamal el-Mallákh és Zaki Nur két másikat is, melyek egyikében találták a legrégebbi ismert hajót. A piramis körül még két nagyobb és öt kisebb, bárka alakú (vagyis ovális) bemélyedést véstek a szikla-aljzatba.
A Sznofru piramisainál még meglévő áldozó kápolnának és északi szentélynek, valamint a még korábbi Déli sírboltnak a Hufu-piramis környékén nincs nyoma. A piramiskörzet IV. dinasztiabeli redukálódásának okát többen – például Stadelmann – abban látják, hogy a piramis belsejébe került a kultuszhely – Hufu esetében a Királyné Kamrája -, ezért elegendő volt egyetlen halotti templom a kultuszgyakorlásra.

#### Bárkagödrök
A komplexumban öt bárkavermet fedeztek fel. Ebből három a piramistól keletre helyezkedik el, kettő pedig délre. A keletiek közül kettő párhuzamos a piramis alapjával, egy pedig a feljáró úttal. A déliek szintén párhuzamosak a piramis oldalával. Legnagyobbjuk a déliek egyike, 51,5 méter hosszú, legmélyebb részén 7 méter mélységgel, legszélesebb helyén 8 méteres méretekkel. A feljáró út melletti gödör 45,4 méter hosszú, legnagyobb szélessége 3,75 méter. Ma már nem lehet megállapítani, hogy a keleti bárkagödröket lefedték-e. Reisner ásatásán kötéldarabokat és aranyozott fa maradványokat is találtak, ami azt jelentheti, hogy ezekben valódi hajókat helyeztek el. A bárkagödrökben feliratos mészkőtöredékeket, gránitszobor-darabot, egy vörös agyagedény darabjait találták meg, és ezek tovább erősítették ismereteinket arról, hogy a piramis Hufu tulajdona volt.
Az 1954-ben feltárt két déli bárkagödör kívül esik a kerítésfalon, 30,8 méter hosszú, egyenként 40 darab (vagy 41) 17-20 tonnás mészkőtömbbel volt lezárva, és a keletiben megtalálták az első ismert ókori hajót 1224 darabban. A darabokat 14 évi munkával (1968-ra) Hag Ahmed Júszuf Musztafa vezetésével állították helyre. A bárka 43 méter hosszú, de csak alig egy méter merülésű, vagyis jó időben használatos sétahajó lehetett. A másik déli bárkagödröt még nem nyitották fel, de kamerás szondával már felderítették a belsejét, így tudjuk, hogy a másikhoz hasonló hajót tároltak benne.
A két déli közül a felnyitott keletiben Dzsedefré kártusai kerültek elő, ezért és a kerítésfalon kívüli elhelyezésük okán az egyiptológusok úgy gondolják, hogy ezek később, már Hufu halála után készültek, de semmiképp sem a IV. dinasztia után.

### Szatellit piramisok

A G1a mellékpiramis szerkezete

A G1b mellékpiramis szerkezete

A G1c mellékpiramis szerkezete

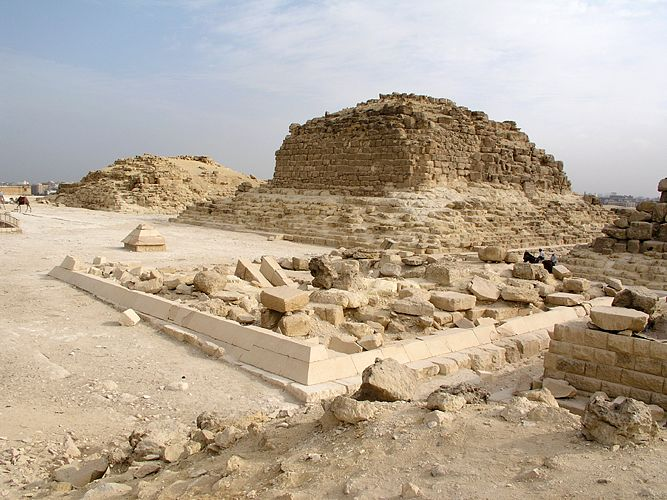
A G1d kultikus mellékpiramis romjai

A Hufu-piramisnál jelenik meg először a szatellit-piramisok mindkét típusa egyszerre, a kultikus piramis és a családtagok számára készült mellékpiramis. Dzsószer még egyet sem épített, Sznofru pedig csak kultikus piramist helyezett el piramisai déli oldalán. A későbbiekben a szatellit-piramisok többnyire a déli oldalon helyezkednek el, Hufunál valamennyi a keleti oldalon van.
A piramis mellett, a keleti oldalon három mellékpiramis található, amelyeket családtagjai, feleségei számára építtetett. Az egyiptológia ezeket G1a, G1b és G1c néven jelöli (G=Gíza, G1=nagy piramis). Méreteik 49,5, 49 és 46,9 méter. Mindegyik külön kerítésfallal körülvett, önálló komplexum, mintegy megismétlése a királysírnak. Csak az egyiknek, a G1c-nek ismerjük tulajdonosát: Henutszené, Sznofru leányáé, Hufu féltestvéréé, akit a XX. dinasztia korában Ízisz istennővel azonosítottak, és a XXVI. dinasztia korában a Piramisok Úrnője néven tiszteltek. A G1b-re vonatkozóan talán Merititesz neve merülhet fel.
A 20×20 méteres kultikus piramis is teljesen elpusztult, olyannyira, hogy Zahi Hawass csak a 2000-es évek második felében fedezte fel létezését. Ezt az alapjaiig lebontották már kőanyagáért, és csak néhány sarokkő és az első kvádersor pár darab köve látható. Sznofruval ellentétben ezt a kultikus piramist nem vette körbe a kerítésfal, így elkülönült a nagy piramistól, és inkább a királynék sírjaihoz tartozott. Ez a G1d jelű építmény. Hawass a lehetséges funkciók közül a szed-ünneppel kapcsolatos álpiramist, a belső szervek (kanópuszedények) elhelyezésére szolgáló másodlagos sírt, a temetés előtti ravatalozásban részt vevő épületet, koronaőrző helyet és a napjelképet tartja elképzelhetőnek.
Hufu anyjáról, Hotephereszről (vagy Hetep-heresz, Ḥtp-ḥrs) régebben azt gondolták, hogy a G1a szatellit-piramisban temették el, de már ismerjük aknasírját (George Andrew Reisner ásatása, Mohamedien Ibráhim, 1925), melynek nevezetessége, hogy az egyetlen óbirodalom korabeli királyi családtag sírja, melyet érintetlenül tártak fel. Zahi Hawass ettől függetlenül még mindig Hotepheresznek tulajdonítja a G1c-t. A piramistól illő távolságra az előkelők masztabái  állnak: nyugaton nagyjából 100 darab, keleten 40 darab (többnyire nagyméretű és előkelő), a délin pedig 10 darab. (A masztabákról bővebben lásd még: piramistipológia)

#### G1a
A piramis 61 méterre helyezkedik el a nagy piramis peremétől. 49,5 méteres alapon eredetileg 30,25 méter magas lehetett, ma azonban alig éri el a 10 méteres magasságot.
Bejárata – hasonlóan a nagy piramishoz – az északi oldal középvonalától keletre esik, valamivel a talajszint feletti. Belső helyiségei az aknasírokhoz és a nagy piramis alsó sírkamrájához hasonlók. A sírkamra szarkofágot nem tartalmaz, egyes vélemények szerint volt benne valaha, mások szerint sosem helyezték el. A kamra nyugati falában falfülkét véstek ki.
A mellékpiramishoz keleten valószínűleg kápolnát akartak építeni, de annak alapozása félbemaradt. A piramisban név nem található. Reisner Kawab herceg masztabájának közelsége okán feltételezte, hogy annak anyja, Merititesz lehetett a mellékpiramis tulajdonosa. Mark Lehner szerint Hotepheresz piramisáról van szó, és a királynét az érintetlenül feltárt sírból kiemelve temették ebbe a piramisba. Feltételezése szerint a hozzá tartozó kápolna-alap maradványai a piramis eredeti alapozását jelölik, és később azért építették mégis máshová (a mai helyére), mert Hotepheresz aknasírja foglalta el a helyet. Ezen elmélet szerint Hotepheresz feltárt aknasírja az eredetileg tervezett piramis alépítménye lett volna.

#### G1b
A G1a és G1b között körülbelül 10 méternyi hely van. 49 méteres alapon 30 méter körüli magasságú lehetett, ma alig 15 méter. Bejárata az északi oldal közepén helyezkedik el a talajszint felett. Alépítménye a G1a-hoz hasonló. Keleti oldalán áldozati kápolna állt, és saját bárkadödröt is kapott. A G1b tulajdonosa ismeretlen, Mark Lehner, és Rainer Stadelmann Merititeszt tételezi fel.

#### G1c
A G1b-től alig négy méterre, 46,25 méteres alapon 29,6 méter magas lehetett. Ez a mellékpiramis maradt fenn a legjobb állapotban, így magassága ma is eléri a 25 métert. Bejárata a G1b-hez hasonlóan az északi oldal közepén van. Alépítménye szintén a másik kettőhöz hasonló szerkezetű. Keleti oldalán később emelt szentély van, ami eltakarja az eredeti kápolnát.
A mellékpiramis tulajdonosát jelentőségét a már eredetileg is nagy alapterületű, óriási mészkőtömbökböl emelt kápolna jelzi, ami összeért a piramis szélével. A piramistól délre bárka alakú bemélyedés utal arra, hogy bárkagödröt is szándékoztak építeni, de nem fejezték be. A közelben Auguste Mariette által talált sztélé alapján tartják Henutszen sírjának.

### Hotepheresz sírja
Hotepheresz (kiejtése p+h-val!) aknasírja a G 7000x jelű építmény. Kürtőszerű lejáratát 12 lépcsőfok után a szikla természetes repedésébe vésték. A 27,5 méter mély aknát teljes magasságában feltöltötték törmelékkel és gipszhabarccsal, valamint a bejárati lépcsőket is lefedték. Ezzel a módszerrel az ókori építészek olyan alaposan rejtették el Hotepheresz nyughelyét, hogy 1925-ig senki sem fedezte fel (akkor is csak egy véletlen folytán), majd 1926-ig senki sem lépett be a sírkamrába. Ennek ellenére a holttest hiányzott, a szarkofág összetörve hevert a sírkamrában. Reisner szerint a szarkofág károsodása nem a sírkamrában történt, ezért azt a teóriát állította fel, hogy Hotephereszt eredetileg Dahsúrban temették el, Sznofru közelében, de azt a sírt feltörték és kirabolták, ezért Hufu áthozatta anyja sírjának tartalmát a piramisa mellett gyorsan lemélyített aknasírba.

### A nagy szfinx
A nagy szfinx csak feltételes módban kapcsolható Hufu személyéhez és a nagypiramis építéséhez. Hosszú időn keresztül egyértelműnek tartották, hogy Hafré készíttette és őt ábrázolja, mivel a Hafré-piramis körzetéhez csatlakozik. Ma már többen felvetik azt a lehetőséget, hogy a világ egyik legrégebbi, és ma is legnagyobb szobra inkább Hufu nevéhez kapcsolható, és fia, Hafré csak felhasználta a már meglévő alkotást, megépítve mellé a feljáró utat és a szfinx-szentélyt.
A szfinx 72,55 méter hosszú, 20,22 méter magas, testét két kőfejtés között fennmaradó szálkőzetből alakították. Néhány apróbb részletet hozzáépítettek, és a későbbi korokban az időközben elpusztult, vagy pusztulásnak induló részleteket is pótolták.

## A piramis építésére vonatkozó elméletek
A szakmai konszenzus széles körű arra vonatkozóan, hogy az egyiptomi piramisok esetében sírépítményekről van szó, építési idejük pedig megfelel a hozzájuk rendelt uralkodók regnálási idejének. A temetkezési jelleg egyértelműen adódik a szarkofág jelenlétéből.
A piramis alakja Hufu idejére már bizonyosan a napszimbolikával állt kapcsolatban. Az obeliszkek (tehen) tetején elhelyezett csúcskő (benben(et)) gúla alakja és a piramis gúla alakjának azonossága az egyiptomiak gondolatvilágában is kapcsolatot hozott létre a két szimbólum között, amit tovább erősített az úgynevezett piramidion, a piramis tetején elhelyezett nagyméretű csúcsidom, amely Hufu sírjánál 7 tonnás is lehetett.
Kivitelezési technikája és technológiája minden tekintetben azonos a velük egykorú egyéb ismert építményekkel, csak nagyobb volumenű. Félbehagyott építkezések helyszínén vagy a lakosság által részben lebontott építményeknél az építkezés menete is látható. A legkorábbi időktől kezdve a nyitott gödör módszerével dolgoztak, vagyis a földalatti sírkamrát árokként kivájták, majd elkészülte után befedték. Sok esetben a szarkofág nem fért volna el a levezető folyosón vagy a bejárati ajtón, ezért azt még a fedés előtt kellett odaszállítani és a helyére emelni.

### A Hufu-piramis kivitelezésének időtartama
Ma a legelterjedtebb nézet szerint a piramis 20 év alatt épült fel. Azonban ezt az időtartamot egyetlen ókori forrásból merítik, Hérodotosztól. Csakhogy Hérodotosz sem volt egykorú, sőt időben közelebb van a jelenkorhoz, mint a piramisépítő királyokhoz. Ez az adat mindenképpen csak feltételezés részéről vagy azok részéről, akiktől hallotta. Emellett semmi sem indokolja azt, hogy az uralkodó teljes uralkodási idejéből kellene kiindulni. Az egyetlen egykorú ismert adat egy tényleges építés valódi időtartamáról egészen más képet mutat. Bizonyosan tudjuk, hogy Sznofru tört falú piramisának alsó egyötöde, vagy húszméteres csonkja két év alatt készült el. Ez a piramis teljes térfogatának több mint 2/3 része, következéskép minimum három, maximum ötéves teljes építési időtartammal számolhatunk ennél a piramisnál.
Mark Lehner NOVA-projekt nevű piramisépítési kísérlete alapján 12 munkás napi 8-9 köbméternyi sziklát termelt ki. Egy munkacsoport tehát 312 500 munkanap alatt fejezte volna be a 2,5 millió köbméter kitermelését, ami 965 év. Tehát körülbelül 160 munkacsoport (1920 ember) alig hat év alatt kifejthette a szükséges mennyiséget.
Mark Lehner számításainak és kísérleteinek eredménye az volt, hogy 1212 kőfejtő, 1360 kőszállító és 680 kőrakó ember (összesen 3252 fő) elegendő ahhoz, hogy 20 év alatt épüljön fel a nagy piramis. A munkásváros befogadóképessége alapján ez egy jó számnak tűnik. A négyezerhez közeli érték azért is megfelelő, mert valószínűsíthetően a munkáscsapatok legnagyobb egysége 2000 fő volt, ennek pedig csak akkor van értelme, ha legalább kettő volt belőlük.
Ebből már viszonylag pontosan megmondható, hogy napi 7000-7500 köbméter kőanyagot kellett beépíteni, ha csak az évenkénti száz munkanapot vesszük figyelembe. (Illetve a közmunkás kőfejtők és szállítómunkások évente valójában kilencven napot dolgoztak itt, hiszen le kell számítani a dekádonkénti pihenőnapot.) A szakmunkások, akik a csiszolást, a belső helyiségek készítését végezték, az év 324 napját töltötték itt munkával (dekádonkénti egy munkaszünet, valamint az év végi öt isteni születésnap vonódik le). Már csak az a kérdés marad fenn, hogy hány főnyi közmunkással kell számolni: ezen adatnak birtokában megmondható lesz, pontosan mennyi egy munkás napi teljesítménye. Mai ismereteink szerint mintegy 2-3 ezer főnyi közmunkás elképzelhető (az építőmunkások feltárt települése alapján, amelynek mintegy 8000 fős összkapacitása ennyit enged meg), azaz napi 2-2,5 köbméter körüli egyéni teljesítmény mutatható ki – ami egyáltalán nem elképzelhetetlen, hiszen durva átlagban egy köbméteres kvádereket használtak, azaz egy munkásra 2 kváder jut naponta, vagy egy tízfős munkacsoportra 20, óránként kettő. Mindebből az is következik, hogy Kheopsz sírja elkészülhetett mintegy 1 050 000-1 060 000 munkaóra alatt. Azaz 3000 munkással számolva 353 munkanap, vagyis nem egészen négy év alatt (kétezer munkással sem egész hat év az eredmény!), egyáltalán nem kell a kb. két évtizedes uralkodásának teljes idejét figyelembe venni. Következésképp bőven maradt idő és kapacitás a halotti körzet fejlesztéséhez is, és talán éppen ennek köszönhető, hogy Hufu olyan komplexumot hagyhatott hátra, mely minta- és példaképe lett az összes további halotti körzetnek.
A fenti elméleti számításokra bizonyítékot is találhatunk a Reisner-papiruszon, melynek alapján feltehető, hogy egy munkás napi normája mintegy tíz köbkönyöknyi kő volt. Ez a mennyiség valamivel nagyobb mint 2,5 köbméter, vagyis kicsit több, mint amennyit a fentiekben egy munkásnak számoltunk. Ez azt jelenti, hogy a nagy piramis felépítéséhez (nem számítva a szakmunkákat) szinte pontosan egymillió munkanap kellett, azaz 11 111 munkaév. A fent említett munkásfalu befogadóképessége mintegy 8000 fő lehetett – szállítók és kőfejtők, valamint minden kisegítő személyzet és családtagjaik együtt -, napi 6-6500 köbméter, évente több mint félmillió köbméter követ építhettek be, azaz maximum öt év kellett a szerkezetkészséghez. Ez a számítás még kisebb teljesítményt követel meg, mint amit Sznofru munkásai a tört falú piramisnál bizonyosan elértek. A burkolat finoman megmunkált lapjainak felrakása és a belső helyiségek végleges megmunkálása már csak a végső simításokat jelentették; ez elvben független attól, hogy a burkolatot az építéssel egyidejűleg, vagy utólag rakták fel.

### A piramist építő munkások
Az óbirodalom korában az építőmunkások egyszerű közmunkát végző parasztok voltak, akiket részben toboroztak, részben más közmunkákról (csatornaásás, útépítés stb.) vezényeltek át. Az óbirodalmi egyiptomi férfi büszke volt arra, hogy részese lehet a nagy síremlék felépítésének, amit a Hufu-piramisban elhelyezett felirataik is egyértelműen mutatnak. A munkáscsoportokat szintén paraszti származású, tapasztalt munkavezetők irányították.
A szakmunkákat (kőfaragás, bányászat, falazás) fizetett szakemberek végezték.
A munkacsoportok alapegysége (középbirodalmi adatok alapján) tízfős lehetett, melyek a hajó részeiből levezetett egységekbe álltak össze. Nevük Hajóorr (Zöld, vagy Orrfelőli), Far (Utolsó, vagy Jó), Bal oldal (Ázsiai), Jobb oldal (Nagy), Belső (Kis, vagy Tat felőli). Ez az öt egység alkotott egy munkacsoportot, aperut.
A munkásváros feltárása jelenleg (2014-ben) is folyamatban van.

## A piramisok kutatása ma
Az összes királypiramist – kettő kivételével – alaposan feltérképezték az elmúlt két évszázadban.
A fel nem tárt kamrák kutatása a mai napig sok energiát vesz igénybe. A sikertelenség azonban nem „ismeretlen tényezőkön” múlik, hanem azon, hogy valószínűleg a IV. dinasztia egyik piramisában sincsenek a sírkamrákon kívül további helyiségek. A III-IV. dinasztia fordulóján épített mejdúmi piramis (amelyet valószínűleg Sznofru fejezett be), a IV. dinasztiabeli Sznofru két piramisa és Hufu piramisa töretlen építészeti fejlődési vonalat mutat. Huni piramisában egyetlen meredek folyosó vezet a föld alá, majd rövid vízszintes szakasz után egy függőleges aknán keresztül, alulról a sírkamra padlójába torkollik. Sznofru első piramisában ehhez hasonló az elrendezés, a különbség az, hogy a folyosó nem közvetlenül, hanem egy nagyobb helyiségen keresztül csatlakozik a sírkamrához, valamint egy máshonnan nyíló folyosó egy magasabban elhelyezett sírkamrába vezet. Sznofru második piramisa az első továbbfejlesztett változata: a folyosó a talajszintet elérve vízszintessé válik, a halotti kelengyés kamra és a sírkamra padlója a talajszinten van, a harmadik kamra pedig a sírkamrából nyílik. A Hufu-piramis mindhárom kamrája sírkamra volt, eddig a IV. dinasztia piramisaiban más jellegű helyiség nem került elő. Kidolgozottságuk mértéke mutatja, hogy az alsó kettőt egyáltalán nem is akarták befejezni, valószínűleg az uralkodó korai elhalálozása esetére hagyták ezeket az üregeket, hogy mindig legyen készenlétben egy sírkamra. Kultikus jellegük esetén félbehagyásuk megmagyarázhatatlan.
Rainer Stadelmann viszont – aki önálló monográfiát adott ki a IV. dinasztia piramisairól – úgy gondolja, hogy a Hufu-piramist úgy tervezték, ahogyan felépült, semmiféle tervezési vagy kivitelezési módosítást nem fogad el. Véleménye szerint a Huni és Sznofru piramisaiban lévő, a Nagy Galériához hasonló szerkezetű helyiségek, a dahsúri tört falú piramis mellékpiramisának alépítmény-szerkezete és Sznofru mindkét piramisának alépítményei egyenes előképét jelentik a nagy piramisnak.
A kérdés még nem tekinthető lezártnak.
Hufu piramisának kutatása ma gyakorlatilag csak az Upuaut-projektből áll, amely a Királyné Kamrájának szellőzőjáratait kutatta eddig, és a későbbiekben a Király Kamrájának szellőzői is sorra kerülnek. A terepmunka lényegében szünetel, annak ellenére, hogy az alsó kamra és a hozzá vezető folyosó gyakorlatilag feltáratlan. A piramiskörzethez tartozó építmények kutatása jelenleg is folyik, és a legérdekesebb eredményeket a munkások városának feltárása nyújtotta. Itt betekintést nyerhettünk az óegyiptomi munkások mindennapi életébe, munkakörülményeikbe, javadalmazásaikba, sőt lehetséges előmenetükről is információt nyertünk, mivel az egyik munkafelügyelőről már biztosan tudjuk, hogy egyszerű munkásként kezdte.

### A piramis négy és fél évezrede

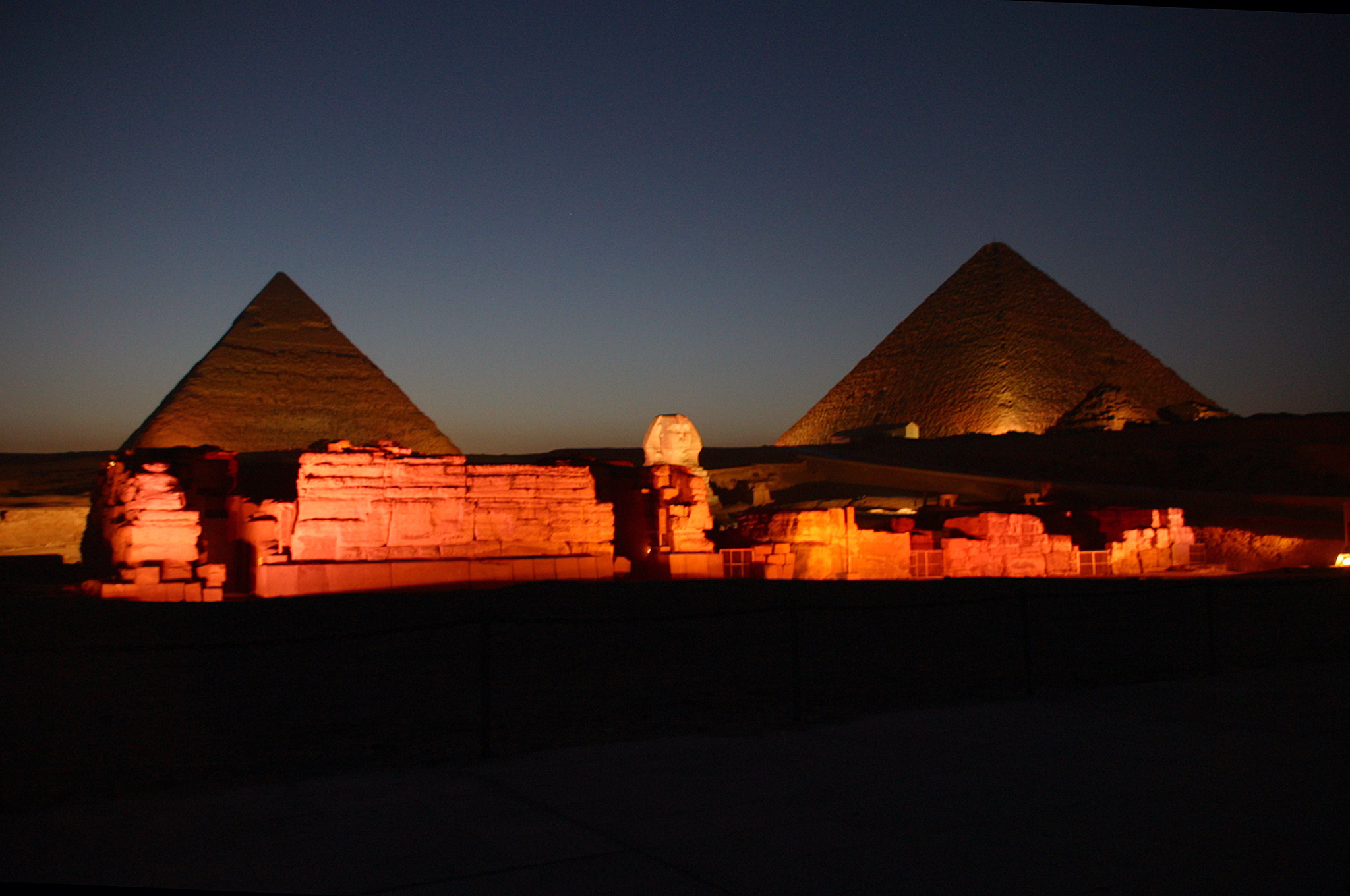
A piramis éjjeli díszkivilágításban

#### Ókori tudósítások és események
Mikor az első görögök Athénben letelepedtek, Hufu piramisa már egy évezrede állt – kirabolva, kifosztva. Még az Óbirodalom korában feltörték, a király holttestét is ellopva tökéletesen kirámolták a halotti kelengyét. Az első sírrablás a Középbirodalom előtt, de a IV. dinasztia után történt, vélhetően a zavaros első átmeneti korban. A sírrabló feltétlenül élvezte a közigazgatás cinkosságát, hiszen az óriási munkával járó folyosóvésést nyilván nem néhány nap alatt, és nem néhány kósza sírrabló végezte, hanem jól felszerelt munkáscsapat. (Ebből kiindulva Kákosy László szerint csak az i. e. 1. évezred folyamán rabolták ki először a piramist, sőt annak is a második felében, a második perzsa fennhatóság alatt, közvetlenül a makedónok előtt.)
Európa Hérodotosszal fedezte fel a piramisokat, valamikor i. e. 450 táján. Előtte, érdekes módon, egyetlen nem-egyiptomi forrás sem emlékezik meg róluk. Ő azonban az összes egyiptomi építmény közül a Labyrinthosz komplexumának ítélte a pálmát, bár elismerte a piramisok lenyűgöző voltát is.
A Hérodotosz elé táruló látvány fenséges lehetett, hiszen nem sokkal követte a szaiszi kor nagy felújítási hullámát. Óriási monolitokként ragyogtak, fehér burkolatuk érintetlen (jórészt új) volt, felújították a templomokat, az oszlopcsarnokokat és a holtak városaiban szertartásokat tartottak. A piramisokat minden tekintetben kijavították, felújították, feltört bejárataikat újra lezárták és gondosan álcázták.
A következő utazó, aki tudósít róla, Diodórosz, több mint négyszáz évvel Hérodotosz után. Diodórosz már többet találgatott, mint amennyit biztosan tudott, adatai inkább a mesék birodalmába tartoznak. Sztrabón csatlakozott a mesék világához: bár részletesen leír egy folyosót, melyen keresztül a piramis belsejébe lehet jutni, ennek eddig semmi nyomát nem találni. Caius Plinius Secundus (idősebb Plinius) volt valószínűleg az első nem-egyiptomi, aki behatolt a piramisba. A Historia Naturalis című munkája hatodik könyvében olyat állít, amelyet csak szemtanú írhatott: "A nagy piramis belsejében van egy nyolcvanhat könyök mélységű akna...". Ez az akna ma is megvan, de olyan eldugott, hogy a villanyfény mellett sétálgató turisták sem szokták észrevenni. Plinius megfigyelései pontosak, egyéb adatai azonban Diodóroszhoz hasonlóak. A bizánci Philón csak kompilációt gyártott, így nem tekinthető elsődleges forrásnak.
Sztrabón idejében még ismerhették a bejáratot. Mivel al-Mamún új bejáratot vágott, a bejáratot legkésőbb a római korban újra lezárták, méghozzá olyan alaposan, hogy a későbbi arabok csak annyit tudtak róla, hogy az északi oldalon keresendő.

#### Középkori tudósítások és események
Egyiptom arab megszállása 640-ben kezdődött. Maszúdi az első arab történetíró, aki megemlékezett a piramisokról. Az arab történetírók gyakran emlegették a piramisokat, de többnyire csak a valóságtól egyre jobban eltávolodó kompilációkat gyártottak. Az arab útleírások épp ilyen érdekesek, de ugyanúgy keveredik náluk is a valóság a mesével. Az első arab, aki a Hufu-piramis belsejében járt, Al-Mamún (uralkodott 813–833) kalifa, a híres Hárún ar-Rasíd (uralkodott 786–809) fia. A falbontás módszerét használta, mivel a bejárat felkutatását reménytelennek tartotta, illetve abban sem volt biztos, hogy van-e egyáltalán bejárata. Ugyanolyan üresen találta a belsejét, ahogyan mi láthatjuk ma is. Al-Mamún dühében elhatározta, hogy az összes piramist lebontja. Ennek nyomait látni Menkauré-piramisán – a legkisebbel kezdte, de nem járt sikerrel. Az arab korban a gízai piramisok kőbányaként szolgáltak, jó minőségű, turai mészkő burkolatukból épült Kairó összes fontosabb középkori épülete. Antiokheia pátriárkája, Telmahre-i Denis szemtanúként számolt be arról, hogy al-Mamún piramisostroma idején a nagy piramis nyitva állt. Később Szaladin fia, Al-Aziz (uralkodott 1193–1198) is megostromolta a piramisokat.
1301-ben hatalmas földrengés rázta meg a környéket. A korabeli arab történetírók és utazók szerint ez adott lehetőséget 1356-ban an-Nászir Haszan szultán számára, hogy a meglazult burkolókövekből felépítse Kairó nagy erődjeit és palotáit.
Európában az egyik első fennmaradt középkori említés egy velencei nemes, Gabriele Caodilista nevéhez fűződik, 1458-ból. Ő is a népszerű elméletet ismételte, miszerint a piramisok József gabonaraktárai. 1459-ben Mauro Camaldolese atya térképén már szerepeltek a gízai piramisok. Az európaiak a 16. századig egyébként nem nagyon vettek tudomást a piramisokról. Az (állítólag) ott járó utazók mindenfélét emlegettek a saját szemükkel látott főnixtől a sivatagi szerzetesekig, de a piramisokat nem. Valaki mégis láthatta őket, mert Sebastian Münster a Kozmográfia című könyvében 1544-ben említi a nagy piramist, bár maga nem járt Egyiptomban. Talán Francesco Suriano 1524-es Szentföldi értekezése volt a forrása. 1582-ben a velencei konzul, Giorgio Emo és a vele tartó természettudós, Prospero Alpini szemlélték meg a piramisokat, az utóbbi erről írta Rerum Aegyptiorum Libri Quatuor című művét. E munka azért nagyon fontos, mert elsőként állította, hogy a gízai piramisok ókori királysírok. Greaves 1646-os Pyramidographiája már részletes metszetrajzot közölt a nagy piramis belső részeiről, amelyről persze még hiányoznak az alsó kamra és a sírkamrához tartozó Davidson-kamrák ábrázolásai.

#### Újkori tudósítások és események
Az újkor kezdetétől egyre szaporodtak az utazók és az útleírások. 1735-ben Benoît de Maillet adta ki Description de l'Égypte, contenant plusieurs remarques curieuses sur la géographie ancienne című művét, 1738-ban Frederik Ludwig Norden már kategorizálta az általa ismert piramisokat, ugyanebben az évben Richard Pococke elkészítette az első piramis-katalógust. Az európai közvéleményre mégis a napóleoni hadjáratokat kísérő művész- és történész-csoport volt a legnagyobb hatással, akiknek vezetője Dominique Vivant Denon volt. Denon rajzai és festményei sok – azóta elpusztult – műemlék esetében ma is elsődleges forrásunk. Denon jelentőségére jellemző, ahogyan C. W. Ceram fogalmaz: „Egyiptom archeológiai feltárása két ember munkájával kezdődik, ez a kettő: Napóleon és Vivant Denon”.
Az első európai, aki az ókor óta piramisban járt, Giovanni Battista Belzoni volt, a kor ismert kalandora és kincsvadásza, aki azonban megtette az első lépéseket a műemlékek állagmegóvása felé. (Auguste Mariette idejéig, 1857-ig Egyiptomban gyakorlatilag szabad rablás folyt.) Belzoni azonban – mivel tudott al-Mamún garázdálkodásáról, – nem a Hufu-piramist választotta, hanem Hafréét (1818. március 2.).
Az első tudományos igényű terepmunkások Richard William Howard Vyse, valamint társa, John Shae Perring. Ők már gyakorlatilag a modern egyiptológia útjait járták, leszámítva azt a körülményt, hogy munkásságukkal rengeteg kárt okoztak az ókori épületekben. Vyse minden elképzelhető helyen robbantott, még a nagy szfinx hátán is.

## Ajánlott irodalom
- Ókori keleti történeti chrestomathia., Szerk.: Harmatta János, Budapest: Osiris. ISSN 1218 9855 (2003). ISBN 963 389 425 5
- Lehner, Mark. Piramisok nagykönyve. Budapest: Alexandra (1997). ISBN 963-368-463-3
- Kákosy, László. Alexandriai időisten, (válogatott tanulmányok), Budapest: Osiris Kiadó (2001). ISBN 963-379-779-9 A Kheopsz-piramis feltörésének kérdése (első közlés Archaeológiai Értesítő, 1968. 82-89. old.), Még egyszer a Kheopsz-piramis feltöréséről és lezárásáról
- Kákosy, László. Ré fiai. Budapest: Gondolat Kiadó [1979]. ISBN 963-280-736-7
- Zamarovský, Vojtech. Felséges piramisok. Madách Bratislava (1981)
- David, Rosalie A. Élet az ókori Egyiptomban. Gold Book (2005. november 29.). ISBN 963-425-078-5
- szerk.: Shaw, Ian: Az ókori Egyiptom története. Debrecen: Gold Book Kiadó. Fordította: Kmilcsik Ágnes (2004). ISBN 963-425-022-X
- Illig, Heribert – Löhner, Franz. A Kheopsz-piramis. Allprint K (2003). ISBN 963-210-183-9
- Watterson, Barbara. Egyiptomiak. Szukits K. (2000). ISBN 963-4971-06-7
- Renfrew, Colin – Bahn, Paul C. Régészet – elmélet, módszer, gyakorlat. Osiris K (1999). ISBN 963-379-466-3
- Stadelmann, Rainer. A IV. dinasztia piramisai, in: Hawass, Zahi (szerk). A piramisok rejtett kincsei, Pécs: Alexandra (2003). ISBN 963-368-533-8
- Baines, John, Málek, Jaromír. Az ókori Egyiptom atlasza, ford. Udvarhelyi László (magyar nyelven), Budapest: Helikon Kiadó Kft.. 1. kiadás: ISBN 963-208-068-8, 2. kiadás: ISBN 963-208-642-2 [1992] (2000)

- Siliotti, Alberto. Egyiptomi piramisok. Gabo Kiadó (1998). ISBN 963-8009-55-1
- Ceram, C.W.. A régészet regénye. Gondolat K (1972). ISBN 963-280-234-9
- Jackson, Kevin - Stamp, Jonathan. Piramis - túl a képzeleten. Alexandra K
- Rosszul tervezték meg a nagy piramist, 2008. október 28. (Hozzáférés: 2009. augusztus 21.)
- John Anthony West: The Mystery Of The Sphinx (1993. október 11. NBC television network broadcast)
- (2008. június 21.) „Inside a Pharaoh's Buried Boat”. The Washington Times. (Josimura Szakudzsi professzor újabb kairói kutatásairól)
- In Pursuit of the 5000-Year Dream of Pharaoh (angolul). [2013. július 2-i dátummal az eredetiből archiválva]. (Hozzáférés: 2009. augusztus 21.)
- A Gantenbrink akna titka, Rudolf Gantenbrink fölfedezése. [2008. június 17-i dátummal az eredetiből archiválva]. (Hozzáférés: 2009. augusztus 21.)
- The Upuaut Project (angolul). [2008. május 9-i dátummal az eredetiből archiválva]. (Hozzáférés: 2009. augusztus 21.)

## Alternatív elméletek
- Berkes, István. A gízai fennsík titka - Hogyan épültek a nagy piramisok?. Glória K (2004). ISBN 963-9283-91-6
- Robert Bauval. The Egypt Code. The Disinformation Co. Ltd. - Consortium Book Sales (2006)
- Robert Bauval. The Orion Mystery (1995)
- Sandor Kovacs. A kheopsz piramis építésének új elmélete (2011)
- Andras Kalman. A Teremtés első napja, avagy... (2009)